# Даммадж
Дамма́дж (араб. دمّاج‎) — маленький городок в мудирии (районе) Эс-Сафра мухафазы Саада на севере-западе Йемена. Известен тем, что в нём расположен центр Дар аль-хадис (араб. دار الحديث‎), основанный известным салафитским богословом Мукбилем ибн Хади аль-Вадии.

## География
Даммадж или Вади-Даммадж расположен в 7 км от города Саада — центра мухафазы Саада. На юге Даммаджа расположены горы Эль-Ханаджир, на севере — горы Эль-Мадур и Эль-Гафари, на востоке — город Эль-Абдайн.

## Население
В Вади-даммадже обитают представители племени вади’а (араб. وادعة‎), которая состоит из четырёх родов: Аль Хилал, Аль Хамис, Аль Курайш и Аль ’Ауран. У каждого рода имеется свой глава — шейх, шейхом всех вади’а является Али Хамуд Бахтан из рода Аль Рашид, из этого же рода происходит Мукбиль ибн Хади. Население занимается выращиванием различных видов фруктов (гранат, персики и др.), в частности знаменитый даммаджский виноград.
По данным Центральной статистической организации Йемена, в 2004 году в Даммадже проживало 15 626 человек в 2419 домах. Студенты составляют около 25 % от общего населения города и проживают в 43 % от общего числа жилых домов.

## История
В 1979 году Мукбиль ибн Хади открыл центр для обучения салафитов-суннитов под названием Дар аль-Хадис. В Дар аль-хадисе обучается множество студентов с разных уголков Йемена и других стран.
Город неоднократно подвергался нападению шиитско-зейдитских повстанцев хуситов. С середины октября 2011 года до конца декабря город находился в осаде. Причиной враждебности со стороны хуситов является лояльность здешних салафитов к правительству Йемена — 69 салафитов из Даммаджа погибли, сражаясь на стороне правительственных войск в ходе операции «Выжженная земля». 22 декабря было заключено мирное соглашение и осада была снята.
В июне 2012 столкновения между салафитами Даммаджа и хуситами продолжились. Было убито 22 студента, в том числе два гражданина Великобритании. 29 октября 2013 года была обстреляна мечеть в Даммадже и начались новые столкновения. 58 человек погибли, сотни получили ранения. В январе 2014 года было заключено перемирие, началась эвакуация семей салафитов в соседнюю мухафазу Ходейда.